# Luiz Eduardo Felix da Costa
Luiz Eduardo Felix da Costa (Guaíra, 28 aprile 1993) è un calciatore brasiliano, difensore dell'Aymorés.

## Carriera

### Club
Dopo aver trascorso sei anni nelle giovanili del São Paulo, debutta in prima squadra il 22 maggio 2011 grazie all'allenatore Paulo César Carpegiani.